# Olympia 52
Pour plus de détails, voir Fiche technique et Distribution.
Olympia 52 est un film documentaire français réalisé par Chris Marker, sorti en 1952.
Ce film est le premier long métrage de Chris Marker. Réalisé avec les fondateurs de l'organisation Peuple et Culture Joffre Dumazedier et Benigno Cacérès, il s'agit d'un documentaire sur les Jeux olympiques d'Helsinki.

## Synopsis
Le film Olympia 52 peut être considéré comme un documentaire. il s'agit d'une commande de la Direction Générale de la Jeunesse et des Sports. Le film de Chris Marker s'attache à montrer ce que le public présent dans les tribunes peut voir du déroulement des épreuves olympiques. On y retrouve donc les images des compétitions mais aussi des scènes de préparation des athlètes. Cela donne un rythme particulier au film avec une alternance de "temps forts" et de "temps faibles". On peut également observer de nombreux plans de coupes montrant le public dans les tribunes. Ce dernier point est né d'une contrainte imposée par le comité olympique pour le tournage des films amateurs depuis les gradins. Chris Marker en a fait un parti pris qui donne au film une autre vision du sport plus centrée sur ceux qui le regardent que ceux qui le pratiquent.
Jugé trop long et trop lent la DGJS demandera de nombreuses coupes à l'auteur qui luttera pour imposer ses choix. À noter qu'il existe de nombreuses versions du film avec des montages allant de 50 minutes à plus de deux heures. 
Chris Marker s'est toujours opposé à reprendre son film qu'il qualifie de « brouillon de jeunesse » et pour lequel il n'y a pas de fiche dans ses ouvrages commentaires qui traitent de son œuvre.

## À propos du film
- 2013 : Regard neuf sur Olympia 52, documentaire réalisé par Julien Faraut